# 푸야오
푸야오 유리공업 그룹 주식유한공사(중국어: 福耀玻璃工业集团股份有限公司)는 플로트 유리, 자동차 유리, 건설용 유리 등을 만드는 중화인민공화국의 기업이다. 푸야오는 세계 제2위의 자동차 유리 제조업체로, 포드, 제너럴 모터스, 스바루, 폭스바겐 등 세계 주요 자동차 회사들에 자동차 유리를 공급하고 있다.

## 역사
1987년 창업주 차오더왕(중국어: 曹德旺)이 중국에서 자동차 유리를 일본에서 비싼 값으로 전량 수입하던 현실을 주목하고, 이를 타개하기 위해 11명의 투자자들을 모아 627억위안을 투자하여 푸야오를 설립하였다.